# وایت بیر لیک (مینه‌سوتا)
وایت بیر لیک (به انگلیسی: White Bear Lake) شهری در شهرستان رمزی ایالت مینه‌سوتا در کشور ایالات متحده آمریکا است که جمعیت آن در سرشماری سال ۲۰۱۰ میلادی، ۲۳۷۹۷ نفر بوده‌است.